# Referentni sistem
U fizici, referentni sistem (ili referentni okvir) se sastoji od apstraktnog koordinatnog sistema i seta fizičkih referentnih tačaka koje jedinstveno fiksiraju (lociraju i orijentišu) koordinatni sistem i standardizuju merenja unutar tog okvira.
Za n dimenzija, n + 1 referentne tačke su dovoljne da u potpunosti definišu referentni okvir. Korištenjem pravougaonih (kartezijanskih) koordinata, referentni okvir može se definisati s referentnom tačkom u koordinatnom početku i referentnom točkom na jednom jedinstvenom razmaku duž svake od n koordinatnih osa.
U Ajnštajnovoj relativnosti, referentni okviri se koriste za specifikaciju odnosa između pokretnog posmatrača i pojave, ili pojava pod posmatranjem. U tom kontekstu, fraza često postaje „opservacioni okvir reference” (ili „referentni okvir posmatranja”), što podrazumeva da je posmatrač u okviru u stanju mirovanja, iako nije nužno lociran u koordinatnom početku. Relativistički referentni okvir uključuje (ili podrazumeva) koordinatno vreme, koje se ne izjednačava kroz različite okvire koji se kreću relativno jedan u odnosu na drugi. Situacija se stoga razlikuje od Galilejske relativnosti, gde su sva moguća koordinatna vremena esencijalno jednaka.

## Različiti aspekti „referentnog sistema”
Potreba da se razlikuju različita značenja „referentnog okvira“ dovela je do različitih pojmova. Na primer, ponekad je tip koordinatnog sistema priključen kao modifikator, kao u kartezijskom referentnom okviru. Ponekad se naglašava stanje kretanja, kao u rotirajućem referentnom okviru. Ponekad je naglašen način na koji se transformiše u okvire koji se smatraju povezanima kao u Galilejevom referentnom okviru.  Ponekad se okviri razlikuju po obimu njihovih opservacija, kao u makroskopskim i mikroskopskim referentnim okvirima.
U ovom članku se termin referentni okvir posmatranja koristi kada je naglasak na stanju kretanja, a ne na izboru koordinata ili karakteru posmatranja ili posmatračkog aparata. U tom smislu, referentni okvir posmatranja omogućava proučavanje uticaja kretanja na čitavu porodicu koordinatnih sistema koji bi mogli biti priključeni na ovaj okvir. S druge strane, koordinatni sistem se može koristiti u mnoge svrhe u kojima stanje kretanja nije glavni predmet interesa. Na primer, može se primeniti dati koordinatni sistem da bi se iskoristila simetrija sistema. Gledano sa još šire perspektive, formulacija mnogih problema iz fizike koristi generalizovane koordinate, normalne modove ili sopstvene vektore, koji su samo posredno povezani sa prostorom i vremenom. Stoga je korisno da se razdvoje različiti aspekti referentnog okvira radi diskusije u nastavku. Referentni okviri posmatranja, koordinatni sistemi i opservaciona oprema se uzimaju kao nezavisni koncepti.
- Okvir posmatranja (kao što je inercijalni okvir ili neinercijalni referentni okvir) fizički je koncept povezan sa stanjem kretanja.
- Koordinatni sistem je matematički koncept, koji se sastoji od izbora jezika korištenog za opisivanje opažanja.[3] Shodno tome, posmatrač u posmatračkom okviru može izabrati da koristi bilo koji koordinatni sistem (kartezijanski, polarni, krivolinijski, generalizovani ...) da bi opisao zapažanja sagledana iz tog referentnog okvira. Promena izbora ovog koordinatnog sistema ne menja posmatračevo stanje kretanja, i ne podrazumeva promenu u referentnom okviru posmatrača. Ovo gledište se može naći i drugde.[4] Neosporno je da su neki koordinatni sistemi bolji izbor za neka zapažanja od drugih.
- Izbor merene veličine i opservacionog aparata je zasebno pitanje od posmatračevog stanja kretanja i izbora koordinatnog sistema.

Brading i Kastelani su diskusiju odveli izvan jednostavnih sistemsko-vremenskih koordinatnih sistema. Proširenje na koordinatne sisteme koristeći generalizovane koordinate u osnovi je Hamiltonskih i Lagranžovih formulacija kvantne teorije polja, klasične relativističke mehanike i kvantne gravitacije.

## Literatura
- Jean Salençon; Stephen Lyle (2001). Handbook of Continuum Mechanics: General Concepts, Thermoelasticity. Springer. стр. 9. ISBN 3-540-41443-6.
- Stewart, James B.; Redlin, Lothar; Watson, Saleem (2008). College Algebra (5th изд.). Brooks Cole. стр. 13—19. ISBN 978-0-495-56521-5.
- Moon P, Spencer DE (1988). „Rectangular Coordinates (x, y, z)”. Field Theory Handbook, Including Coordinate Systems, Differential Equations, and Their Solutions (corrected 2nd, 3rd print изд.). New York: Springer-Verlag. стр. 9—11 (Table 1.01). ISBN 978-0-387-18430-2.
- Finney, Ross; George Thomas; Franklin Demana; Bert Waits (јун 1994). Calculus: Graphical, Numerical, Algebraic (Single Variable Version изд.). Addison-Wesley Publishing Co. ISBN 0-201-55478-X.
- Margenau, Henry; Murphy, George M. (1956). The Mathematics of Physics and Chemistry. New York City: D. van Nostrand. стр. 178. ISBN 978-0-88275-423-9. LCCN 55010911. OCLC 3017486.
- Morse PM, Feshbach H (1953). Methods of Theoretical Physics, Part I. New York: McGraw-Hill. стр. 658. ISBN 0-07-043316-X. LCCN 52011515.
- Jones, Alfred Clement (1912). An Introduction to Algebraical Geometry. Clarendon.
- Hodge, W.V.D.; D. Pedoe (1994) [1947]. Methods of Algebraic Geometry, Volume I (Book II). Cambridge University Press. ISBN 978-0-521-46900-5.
- Tang, K. T. (2006). Mathematical Methods for Engineers and Scientists. 2. Springer. ISBN 3-540-30268-9.
- Liseikin, Vladimir D. (2007). A Computational Differential Geometry Approach to Grid Generation. Springer. ISBN 978-3-540-34235-9.
- Hanspeter Schaub; John L. Junkins (2003). „Rigid body kinematics”. Analytical Mechanics of Space Systems. American Institute of Aeronautics and Astronautics. стр. 71. ISBN 1-56347-563-4.
- Voitsekhovskii, M.I.; Ivanov, A.B. (2001) [1994], „Coordinates”,  Ур.: Hazewinkel, Michiel, Encyclopedia of Mathematics, Springer Science+Business Media B.V. / Kluwer Academic Publishers, ISBN 978-1-55608-010-4
- Woods, Frederick S. (1922). Higher Geometry. Ginn and Co. стр. 1ff.
- Shigeyuki Morita; Teruko Nagase; Katsumi Nomizu (2001). Geometry of Differential Forms. AMS Bookstore. стр. 12. ISBN 0-8218-1045-6.
- Farid M. L. Amirouche (2006). „§2.4: Generalized coordinates”. Fundamentals of multibody dynamics: theory and applications. Springer. стр. 46. ISBN 0-8176-4236-6.
- Florian Scheck (2010). „§5.1 Manifolds of generalized coordinates”. Mechanics: From Newton's Laws to Deterministic Chaos (5th изд.). Springer. стр. 286. ISBN 978-3-642-05369-6.
- Greenwood, Donald T. (1987). Principles of Dynamics (2nd изд.). Prentice Hall. ISBN 0-13-709981-9.
- Ginsberg, Jerry H. (2008). Engineering dynamics (3rd изд.). Cambridge UK: Cambridge University Press. ISBN 978-0-521-88303-0.
- Goldstein, Herbert; Poole, Charles; Safko, John (2002). Classical Mechanics (3rd изд.). San Francisco, CA: Addison Wesley. ISBN 0-201-65702-3.
- Hand, Louis N.; Finch, Janet D. (1998). Analytical mechanics. Cambridge: Cambridge University Press. ISBN 978-0521575720.
- Kibble, T.W.B; Berkshire, F.H. (2004). Classical Mechanics (5th изд.). River Edge NJ: Imperial College Press. ISBN 1860944248.
- Landau, L. D.; Lifshitz, E.M. (1976). Mechanics (Third изд.). Oxford. ISBN 978-0750628969.
- Torby, Bruce (1984). „Energy Methods”. Advanced Dynamics for Engineers. HRW Series in Mechanical Engineering. United States of America: CBS College Publishing. ISBN 0-03-063366-4.
- Hanspeter Schaub, John L. Junkins (2003). „Rigid body kinematics”. Analytical mechanics of space systems. American Institute of Aeronautics and Astronautics. стр. 71. ISBN 1-56347-563-4.
- „LVLH Attitude”. Архивирано из оригинала 2007-07-14. г. Приступљено 2010-10-08.
- „Inertial Attitude”. Архивирано из оригинала 2007-07-14. г. Приступљено 2010-10-08.
- Hurt, H. H., Jr. (јануар 1965) [1960]. Aerodynamics for Naval Aviators. U.S. Government Printing Office, Washington D.C.: U.S. Navy, Aviation Training Division. стр. 284. NAVWEPS 00-80T-80.

## Spoljašnje veze
- Медији везани за чланак Referentni sistem на Викимедијиној остави